# آناتاهان (فیلم)
«آناتاهان» (انگلیسی: Anatahan (film)) یک فیلم به کارگردانی جوزف فون اشترنبرگ است که در سال 1952 منتشر شد.